# Marjorie Clark
Marjorie Clark, född 6 november 1909 i Bulwer, död 15 juni 1993 i Pietermaritzburg, var en sydafrikansk friidrottare.
Clark blev olympisk bronsmedaljör på 80 meter häck vid sommarspelen 1932 i Los Angeles.